# Joseph Lakanal

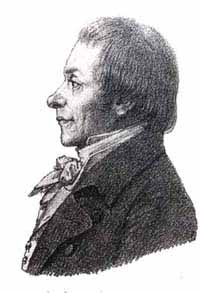
Joseph Lakanal.

Joseph Lakanal, född den 14 juli 1762 i Serres-sur-Arget, departementet Ariège, död den 14 februari 1845 i Paris, var en fransk lärd och politiker. 
När franska revolutionen bröt ut arbetade Lakanal som präst och lärare i filosofi i Moulins. Han satt mellan 1792 och 1795 som medlem i Nationalkonventet och verkade där som ordförande i allmänna undervisningsutskottet högst förtjänstfullt i bildningens intresse. Det är till stor del honom Frankrike har att tacka för bevarandet av Jardin du roi och dess förvandling till ett Muséum d'histoire naturelle, för inrättandet av normalskolorna och Institutet. Han var ledamot av Femhundrarådet 1795 till 1799, och arbetade därefter som lärare och under en tid i kejsardömet som generalinspektör över mått och vikt. Efter den bourbonska restaurationen tvingades han att som "kungamördare" emigrera till Amerika, där han blev president för universitetet i New Orleans. Han återvände 1833 till Frankrike.